# Цибенештій-Бухлій
Цибенештій-Бухлій (рум. Țibăneștii Buhlii) — село у повіті Васлуй в Румунії. Входить до складу комуни Бечешть.
Село розташоване на відстані 283 км на північ від Бухареста, 44 км на північний захід від Васлуя, 42 км на південний захід від Ясс.

## Населення
За даними перепису населення 2002 року у селі проживали 278 осіб, усі — румуни. Усі жителі села рідною мовою назвали румунську.